# Kapelle Höver (Sehnde)

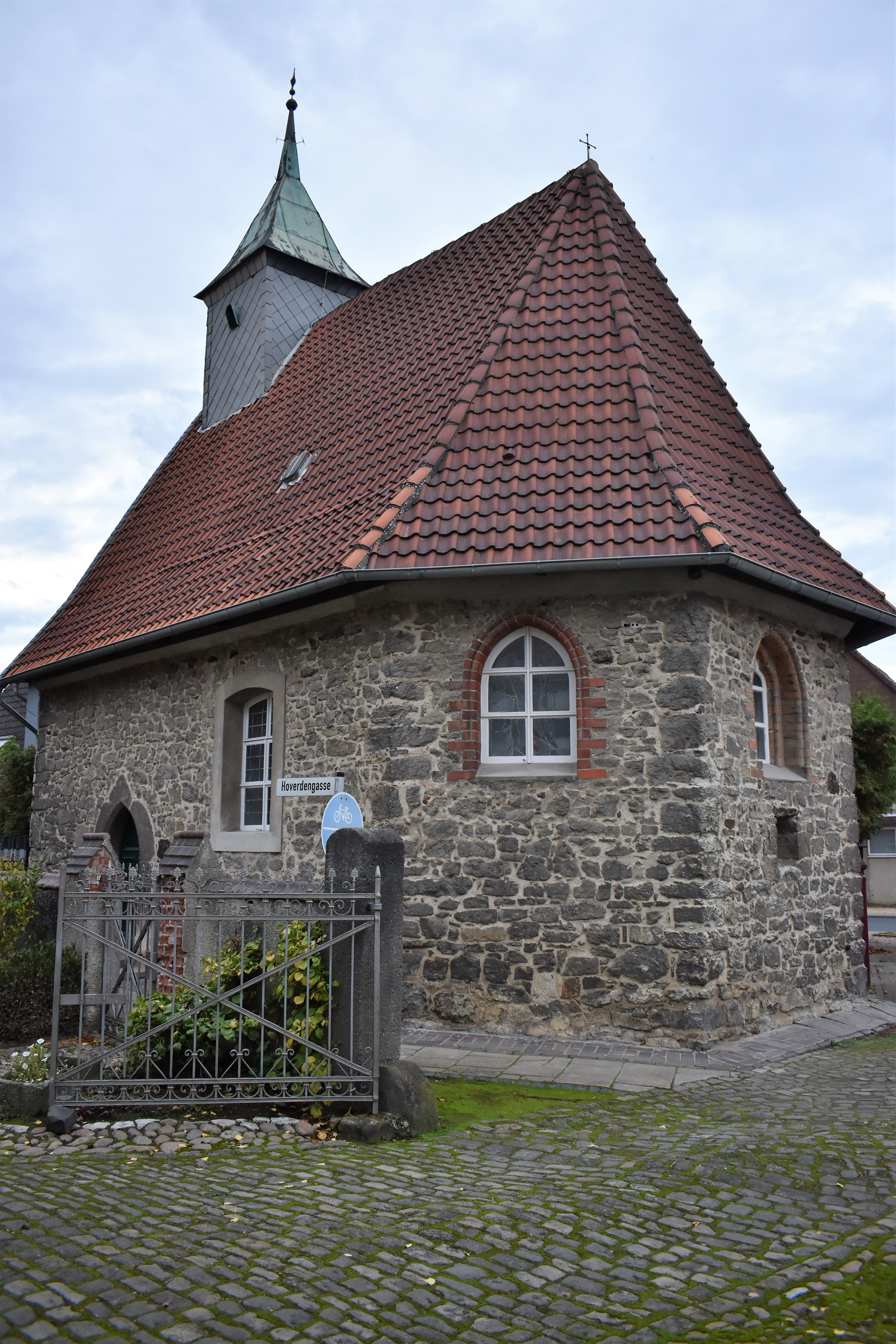
Kapelle Höver

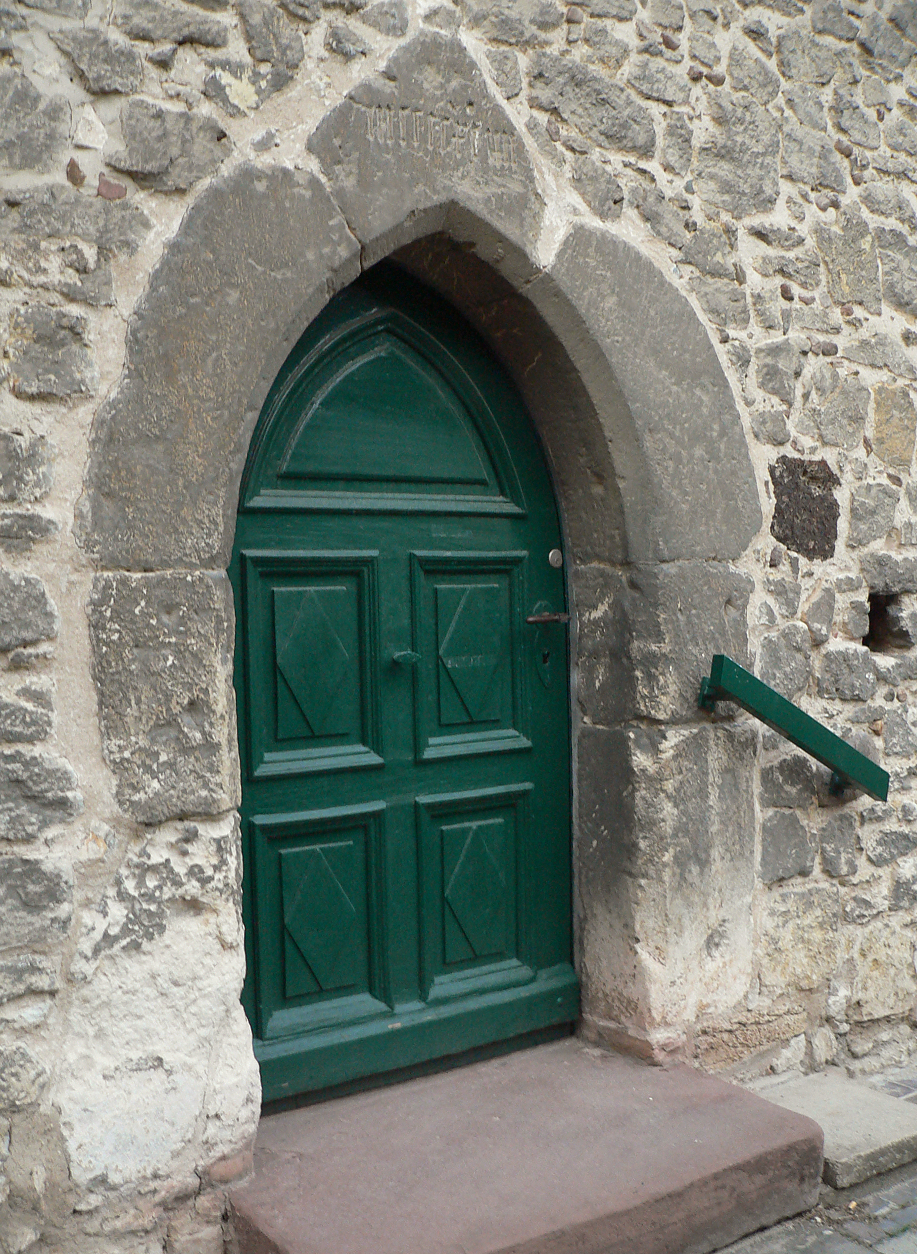
Eingangsportal

Die evangelisch-lutherische Kapelle Höver steht in Höver, einem Ortsteil der Stadt Sehnde in der Region Hannover von Niedersachsen. Die Kapelle gehört zur Kirchengemeinde Ilten im Kirchenkreis Burgdorf im Sprengel Hannover der Evangelisch-lutherischen Landeskirche Hannovers.

## Beschreibung
Die Kapelle aus Bruchsteinen wurde 1394 errichtet, wie auf dem Bogenscheitel des spitzbogigen Portals angegeben ist. Sie war ursprünglich eine Wehrkirche mit Schießscharten. Das Kirchenschiff hat im Osten einen dreiseitig abgeschlossenen Chor. Die Laibungen der spitzbogigen Fenster im Chor sind aus Backsteinen. Aus dem Satteldach erhebt sich im Westen ein Dachreiter, in dem eine Kirchenglocke aus Bronze hängt. 1869 wurde eine Turmuhr installiert, ihre Schlagglocke wurde außen am Dachreiter unter einem Wetterschutz angebracht. Der Innenraum ist mit einer Flachdecke überspannt. Zwei Gemälde stammen von Heinrich Plühr. Der ursprüngliche Altar wurde Anfang des 19. Jahrhunderts mit einer Kanzel zur Altar-Kanzel-Wand erweitert. 1830 erhielt die Kapelle einen Kanzelaltar, der bei einer Renovierung wieder entfernt wurde. Seit 1858 beherbergte die Kapelle ein Harmonium, das 1972 durch eine kleine elektronische Orgel ersetzt wurde.